# Joseph-Henri Maujoüan du Gasset
Pour les articles homonymes, voir Gasset.
Joseph-Henri Maujoüan du Gasset, né le 24 janvier 1925 à Gorges (Loire-Inférieure) et mort le 15 juin 1994 dans la même commune, est un homme politique français.

## Biographie

### Famille
Fils d'Henri Maujoüan du Gasset et de Marguerite Sarrebourse d'Audeville, Joseph-Henri Maujoüan du Gasset est né dans une famille d'ancienne bourgeoisie originaire de Bretagne, issue de Jean Maujoüan, sieur du Gasset (v.1654), bourgeois de Rennes, (Ille-et-Vilaine). *Claude François Maujoüan du Gasset 1691-1751), était avocat à la cour, procureur fiscal, notaire, receveur des domaines du roi. *Maurice Tousssaint Maujouan du Gasset (v.1760), était sénéchal de Lorient, (Morbihan), puis maire de Châteaubriant, (Loire-Atlantique). *Joseph François Léon Maujoüan du Gasset (1769-1826), était capitaine de frégate, chevalier de Saint-Louis. *Théodore Tousaint Maujoüan du Gasset (1797-1891), était commissaire de la marine, chevalier de la Légion d'honneur. *Eugène Joseph Maujoüan du Gasset (1839-1894), était zouave pontifical. *Rogatien Maujoüan du Gasset (1884-1914, est mort pour la France, le 17 novembre 1914, à la bataille de la Marne.

### Carrière
Après avoir obtenu sa licence en droit et son doctorat ès sciences économiques et viticulteur, il devient propriétaire viticulteur et succède à son oncle au Conseil général de la Loire-Inférieure en 1945, élu pour le canton de Clisson. Il prend également la suite de son oncle en tant que maire de Gorges en 1953, fonction qu'il conserve jusqu'à sa mort.
Joseph Maujouän du Gasset se distingue en tant que défenseur du vin et du vignoble français, suggérant même, en 1981, le rétablissement du privilège des bouilleurs de cru .

## Détail des fonctions et des mandats
- 1945-1992 : Conseiller général de la Loire-Inférieure, élu pour le canton de Clisson
- 1953-1994 : Maire de Gorges

Mandats parlementaires
- 12 mars 1967 - 30 mai 1968 : Député de la 4e circonscription de la Loire-Atlantique
- 30 juin 1968 - 1er avril 1973 : Député de la 4e circonscription de la Loire-Atlantique
- 11 mars 1973 - 2 avril 1978 : Député de la 4e circonscription de la Loire-Atlantique
- 19 mars 1978 - 22 mai 1981 : Député de la 4e circonscription de la Loire-Atlantique
- 14 juin 1981 - 1er avril 1986 : Député de la 4e circonscription de la Loire-Atlantique
- 16 mars 1986 - 14 mai 1988 : Député de la Loire-Atlantique
- 5 juin 1988 - 1er avril 1993 : Député de la 10e circonscription de la Loire-Atlantique